# Gotra pomonellae
Gotra pomonellae är en stekelart som först beskrevs av Cameron 1912.  Gotra pomonellae ingår i släktet Gotra och familjen brokparasitsteklar. Inga underarter finns listade i Catalogue of Life.